# Geldermalsen (stacja kolejowa)
Geldermalsen (ned: Station Geldermalsen) – stacja kolejowa w Geldermalsen, w prowincji Geldria, w Holandii. W celu ułatwienia dojścia od stacji kolejowej, gdzie budynek dworca znajduje się na peronie wyspowym, wybudowano kładkę nad torami. Do lutego 2011 roku istniało tam również przejście podziemne. Obecny budynek pierwszej stacja w Geldermalsen otwartej w dniu 1 listopada 1868 r. pochodzi z 1884.

## Linie kolejowe
- Utrecht – Boxtel
- Elst – Dordrecht